# Kurayami
„Kurayami” (jap. 暗闇) – debiutancki singel japońskiego zespołu STU48, wydany w Japonii 31 stycznia 2018 roku przez You! Be Cool.
Singel został wydany w ośmiu edycjach: siedmiu regularnych (od Type A do Type G) oraz „teatralnej” (CD). Osiągnął 1 pozycję w rankingu Oricon i pozostał na liście przez 18 tygodni. Singel zdobył status platynowej płyty.

## Lista utworów
Wszystkie utwory zostały napisane przez Yasushiego Akimoto.

### Type A
| CD | CD                                                           | CD             | CD                 | CD      |
| Nr | Tytuł utworu                                                 | Kompozycja     | Aranżacja          | Długość |
| -- | ------------------------------------------------------------ | -------------- | ------------------ | ------- |
| 1. | „Kurayami” (jap. 暗闇)                                       | aokado         | aokado             | 4:38    |
| 2. | „Setouchi no koe” (jap. 瀬戸内の声)                          | Tomonori Inoue | Yasutaka Mizushima | 5:36    |
| 3. | „STU48 (Hyōgo ver.)” (jap. STU48(兵庫ver.))                  | Miki Watanabe  | Yasuharu Takanashi | 4:01    |
| 4. | „Hi zenryoku” (jap. 非全力)                                  | Shun Sunaga    | Shun Sunaga        | 4:49    |
| 5. | „Kurayami” (jap. 暗闇) (off vocal ver.)                      | aokado         | aokado             | 4:38    |
| 6. | „Setouchi no koe” (jap. 瀬戸内の声) (off vocal ver.)         | Tomonori Inoue | Yasutaka Mizushima | 5:36    |
| 7. | „STU48 (Hyōgo ver.)” (jap. STU48(兵庫ver.)) (off vocal ver.) | Miki Watanabe  | Yasuharu Takanashi | 4:01    |
| 8. | „Hizenryoku” (jap. 非全力) (off vocal ver.)                  | Shun Sunaga    | Shun Sunaga        | 4:49    |

| DVD | DVD | DVD     |
| Nr  | Tytuł utworu | Długość |
| --- | --- | ------- |
| 1.  | „Kurayami” (jap. 暗闇) (Music Video) |         |
| 2.  | „Setouchi no koe” (jap. 瀬戸内の声) (Music Video) |         |
| 3.  | „STU48 Setouchi 7-ken Tour ~Hajimemashite, STU48 desu.~ Renzoku chōhen Live Documentary Series Vol. 5 Hyōgo-hen” (jap. STU48瀬戸内7県ツアー 〜はじめまして、STU48です。〜 連続長編ライブドキュメンタリーシリーズ Vol.5 兵庫編) |         |

### Type B
| CD | CD                                                             | CD             | CD                 | CD      |
| Nr | Tytuł utworu                                                   | Kompozycja     | Aranżacja          | Długość |
| -- | -------------------------------------------------------------- | -------------- | ------------------ | ------- |
| 1. | „Kurayami” (jap. 暗闇)                                         | aokado         | aokado             | 4:38    |
| 2. | „Setouchi no koe” (jap. 瀬戸内の声)                            | Tomonori Inoue | Yasutaka Mizushima | 5:36    |
| 3. | „STU48 (Okayama ver.)” (jap. STU48(岡山ver.))                  | Miki Watanabe  | Yasuharu Takanashi | 4:01    |
| 4. | „Hi zenryoku” (jap. 非全力)                                    | Shun Sunaga    | Shun Sunaga        | 4:49    |
| 5. | „Kurayami” (jap. 暗闇) (off vocal ver.)                        | aokado         | aokado             | 4:38    |
| 6. | „Setouchi no koe” (jap. 瀬戸内の声) (off vocal ver.)           | Tomonori Inoue | Yasutaka Mizushima | 5:36    |
| 7. | „STU48 (Okayama ver.)” (jap. STU48(岡山ver.)) (off vocal ver.) | Miki Watanabe  | Yasuharu Takanashi | 4:01    |
| 8. | „Hizenryoku” (jap. 非全力) (off vocal ver.)                    | Shun Sunaga    | Shun Sunaga        | 4:49    |

| DVD | DVD | DVD     |
| Nr  | Tytuł utworu | Długość |
| --- | --- | ------- |
| 1.  | „Kurayami” (jap. 暗闇) (Music Video) |         |
| 2.  | „Setouchi no koe” (jap. 瀬戸内の声) (Music Video) |         |
| 3.  | „STU48 Setouchi 7-ken Tour ~Hajimemashite, STU48 desu.~ Renzoku chōhen Live Documentary Series Vol. 5 Okayama-hen” (jap. STU48瀬戸内7県ツアー 〜はじめまして、STU48です。〜 連続長編ライブドキュメンタリーシリーズ Vol.5 岡山編) |         |

### Type C
| CD | CD                                                               | CD             | CD                 | CD      |
| Nr | Tytuł utworu                                                     | Kompozycja     | Aranżacja          | Długość |
| -- | ---------------------------------------------------------------- | -------------- | ------------------ | ------- |
| 1. | „Kurayami” (jap. 暗闇)                                           | aokado         | aokado             | 4:38    |
| 2. | „Setouchi no koe” (jap. 瀬戸内の声)                              | Tomonori Inoue | Yasutaka Mizushima | 5:36    |
| 3. | „STU48 (Hiroshima ver.)” (jap. STU48(広島ver.))                  | Miki Watanabe  | Yasuharu Takanashi | 4:01    |
| 4. | „Kataomoi no iriguchi” (jap. 片想いの入り口)                     | Kiyosumi Iida  | Kiyosumi Iida      | 3:45    |
| 5. | „Kurayami” (jap. 暗闇) (off vocal ver.)                          | aokado         | aokado             | 4:38    |
| 6. | „Setouchi no koe” (jap. 瀬戸内の声) (off vocal ver.)             | Tomonori Inoue | Yasutaka Mizushima | 5:36    |
| 7. | „STU48 (Hiroshima ver.)” (jap. STU48(広島ver.)) (off vocal ver.) | Miki Watanabe  | Yasuharu Takanashi | 4:01    |
| 8. | „Kataomoi no iriguchi” (jap. 片想いの入り口) (off vocal ver.)    | Kiyosumi Iida  | Kiyosumi Iida      | 3:45    |

| DVD | DVD | DVD     |
| Nr  | Tytuł utworu | Długość |
| --- | --- | ------- |
| 1.  | „Kurayami” (jap. 暗闇) (Music Video) |         |
| 2.  | „Setouchi no koe” (jap. 瀬戸内の声) (Music Video) |         |
| 3.  | „STU48 Setouchi 7-ken Tour ~Hajimemashite, STU48 desu.~ Renzoku chōhen Live Documentary Series Vol. 5 Hiroshima-hen” (jap. STU48瀬戸内7県ツアー 〜はじめまして、STU48です。〜 連続長編ライブドキュメンタリーシリーズ Vol.5 広島編) |         |

### Type D
| CD | CD                                                               | CD             | CD                 | CD      |
| Nr | Tytuł utworu                                                     | Kompozycja     | Aranżacja          | Długość |
| -- | ---------------------------------------------------------------- | -------------- | ------------------ | ------- |
| 1. | „Kurayami” (jap. 暗闇)                                           | aokado         | aokado             | 4:38    |
| 2. | „Setouchi no koe” (jap. 瀬戸内の声)                              | Tomonori Inoue | Yasutaka Mizushima | 5:36    |
| 3. | „STU48 (Yamaguchi ver.)” (jap. STU48(山口ver.))                  | Miki Watanabe  | Yasuharu Takanashi | 4:01    |
| 4. | „Kataomoi no iriguchi” (jap. 片想いの入り口)                     | Kiyosumi Iida  | Kiyosumi Iida      | 3:45    |
| 5. | „Kurayami” (jap. 暗闇) (off vocal ver.)                          | aokado         | aokado             | 4:38    |
| 6. | „Setouchi no koe” (jap. 瀬戸内の声) (off vocal ver.)             | Tomonori Inoue | Yasutaka Mizushima | 5:36    |
| 7. | „STU48 (Yamaguchi ver.)” (jap. STU48(山口ver.)) (off vocal ver.) | Miki Watanabe  | Yasuharu Takanashi | 4:01    |
| 8. | „Kataomoi no iriguchi” (jap. 片想いの入り口) (off vocal ver.)    | Kiyosumi Iida  | Kiyosumi Iida      | 3:45    |

| DVD | DVD | DVD     |
| Nr  | Tytuł utworu | Długość |
| --- | --- | ------- |
| 1.  | „Kurayami” (jap. 暗闇) (Music Video) |         |
| 2.  | „Setouchi no koe” (jap. 瀬戸内の声) (Music Video) |         |
| 3.  | „STU48 Setouchi 7-ken Tour ~Hajimemashite, STU48 desu.~ Renzoku chōhen Live Documentary Series Vol. 5 Yamaguchi-hen” (jap. STU48瀬戸内7県ツアー 〜はじめまして、STU48です。〜 連続長編ライブドキュメンタリーシリーズ Vol.5 山口編) |         |

### Type E
| CD | CD                                                                      | CD                                 | CD                 | CD      |
| Nr | Tytuł utworu                                                            | Kompozycja                         | Aranżacja          | Długość |
| -- | ----------------------------------------------------------------------- | ---------------------------------- | ------------------ | ------- |
| 1. | „Kurayami” (jap. 暗闇)                                                  | aokado                             | aokado             | 4:38    |
| 2. | „Setouchi no koe” (jap. 瀬戸内の声)                                     | Tomonori Inoue                     | Yasutaka Mizushima | 5:36    |
| 3. | „STU48 (Tokushima ver.)” (jap. STU48(徳島ver.))                         | Miki Watanabe                      | Yasuharu Takanashi | 4:01    |
| 4. | „Bokutachi wa Sinbad da” (jap. 僕たちはシンドバッドだ)                  | Tsukasa Yoshida, Hirotaka Hayakawa | Hirotaka Hayakawa  | 4:50    |
| 5. | „Kurayami” (jap. 暗闇) (off vocal ver.)                                 | aokado                             | aokado             | 4:38    |
| 6. | „Setouchi no koe” (jap. 瀬戸内の声) (off vocal ver.)                    | Tomonori Inoue                     | Yasutaka Mizushima | 5:36    |
| 7. | „STU48 (Tokushima ver.)” (jap. STU48(徳島ver.)) (off vocal ver.)        | Miki Watanabe                      | Yasuharu Takanashi | 4:01    |
| 8. | „Bokutachi wa Sinbad da” (jap. 僕たちはシンドバッドだ) (off vocal ver.) | Tsukasa Yoshida, Hirotaka Hayakawa | Hirotaka Hayakawa  | 4:50    |

| DVD | DVD | DVD     |
| Nr  | Tytuł utworu | Długość |
| --- | --- | ------- |
| 1.  | „Kurayami” (jap. 暗闇) (Music Video) |         |
| 2.  | „Setouchi no koe” (jap. 瀬戸内の声) (Music Video) |         |
| 3.  | „STU48 Setouchi 7-ken Tour ~Hajimemashite, STU48 desu.~ Renzoku chōhen Live Documentary Series Vol. 5 Tokushima-hen” (jap. STU48瀬戸内7県ツアー 〜はじめまして、STU48です。〜 連続長編ライブドキュメンタリーシリーズ Vol.5 徳島編) |         |

### Type F
| CD | CD                                                                      | CD                                 | CD                 | CD      |
| Nr | Tytuł utworu                                                            | Kompozycja                         | Aranżacja          | Długość |
| -- | ----------------------------------------------------------------------- | ---------------------------------- | ------------------ | ------- |
| 1. | „Kurayami” (jap. 暗闇)                                                  | aokado                             | aokado             | 4:38    |
| 2. | „Setouchi no koe” (jap. 瀬戸内の声)                                     | Tomonori Inoue                     | Yasutaka Mizushima | 5:36    |
| 3. | „STU48 (Kagawa ver.)” (jap. STU48(香川ver.))                            | Miki Watanabe                      | Yasuharu Takanashi | 4:01    |
| 4. | „Bokutachi wa Sinbad da” (jap. 僕たちはシンドバッドだ)                  | Tsukasa Yoshida, Hirotaka Hayakawa | Hirotaka Hayakawa  | 4:50    |
| 5. | „Kurayami” (jap. 暗闇) (off vocal ver.)                                 | aokado                             | aokado             | 4:38    |
| 6. | „Setouchi no koe” (jap. 瀬戸内の声) (off vocal ver.)                    | Tomonori Inoue                     | Yasutaka Mizushima | 5:36    |
| 7. | „STU48 (Kagawa ver.)” (jap. STU48(香川ver.)) (off vocal ver.)           | Miki Watanabe                      | Yasuharu Takanashi | 4:01    |
| 8. | „Bokutachi wa Sinbad da” (jap. 僕たちはシンドバッドだ) (off vocal ver.) | Tsukasa Yoshida, Hirotaka Hayakawa | Hirotaka Hayakawa  | 4:50    |

| DVD | DVD | DVD     |
| Nr  | Tytuł utworu | Długość |
| --- | --- | ------- |
| 1.  | „Kurayami” (jap. 暗闇) (Music Video) |         |
| 2.  | „Setouchi no koe” (jap. 瀬戸内の声) (Music Video) |         |
| 3.  | „STU48 Setouchi 7-ken Tour ~Hajimemashite, STU48 desu.~ Renzoku chōhen Live Documentary Series Vol. 5 Kagawa-hen” (jap. STU48瀬戸内7県ツアー 〜はじめまして、STU48です。〜 連続長編ライブドキュメンタリーシリーズ Vol.5 香川編) |         |

### Type G
| CD | CD | CD              | CD                 | CD      |
| Nr | Tytuł utworu | Kompozycja      | Aranżacja          | Długość |
| -- | --- | --------------- | ------------------ | ------- |
| 1. | „Kurayami” (jap. 暗闇)                                                                                            | aokado          | aokado             | 4:38    |
| 2. | „Setouchi no koe” (jap. 瀬戸内の声)                                                                               | Tomonori Inoue  | Yasutaka Mizushima | 5:36    |
| 3. | „STU48 (Ehime ver.)” (jap. STU48(愛媛ver.))                                                                       | Miki Watanabe   | Yasuharu Takanashi | 4:01    |
| 4. | „Dareka ga itsuka suki da to itte kureru hi made” (jap. 誰かがいつか 好きだと言ってくれる日まで)                  | Melon Kinoshita | Melon Kinoshita    | 4:41    |
| 5. | „Kurayami” (jap. 暗闇) (off vocal ver.)                                                                           | aokado          | aokado             | 4:38    |
| 6. | „Setouchi no koe” (jap. 瀬戸内の声) (off vocal ver.)                                                              | Tomonori Inoue  | Yasutaka Mizushima | 5:36    |
| 7. | „STU48 (Ehime ver.)” (jap. STU48(愛媛ver.)) (off vocal ver.)                                                      | Miki Watanabe   | Yasuharu Takanashi | 4:01    |
| 8. | „Dareka ga itsuka suki da to itte kureru hi made” (jap. 誰かがいつか 好きだと言ってくれる日まで) (off vocal ver.) | Melon Kinoshita | Melon Kinoshita    | 4:41    |

| DVD | DVD | DVD     |
| Nr  | Tytuł utworu | Długość |
| --- | --- | ------- |
| 1.  | „Kurayami” (jap. 暗闇) (Music Video) |         |
| 2.  | „Setouchi no koe” (jap. 瀬戸内の声) (Music Video) |         |
| 3.  | „STU48 Setouchi 7-ken Tour ~Hajimemashite, STU48 desu.~ Renzoku chōhen Live Documentary Series Vol. 5 Ehime-hen” (jap. STU48瀬戸内7県ツアー 〜はじめまして、STU48です。〜 連続長編ライブドキュメンタリーシリーズ Vol.5 愛媛編) |         |

### Wer. teatralna
| CD | CD | CD              | CD                 | CD      |
| Nr | Tytuł utworu | Kompozycja      | Aranżacja          | Długość |
| -- | --- | --------------- | ------------------ | ------- |
| 1. | „Kurayami” (jap. 暗闇)                                                                                            | aokado          | aokado             | 4:38    |
| 2. | „Setouchi no koe” (jap. 瀬戸内の声)                                                                               | Tomonori Inoue  | Yasutaka Mizushima | 5:36    |
| 3. | „STU48 (Setouchi ver.)” (jap. STU48(瀬戸内ver.))                                                                  | Miki Watanabe   | Yasuharu Takanashi | 4:01    |
| 4. | „Dareka ga itsuka suki da to itte kureru hi made” (jap. 誰かがいつか 好きだと言ってくれる日まで)                  | Melon Kinoshita | Melon Kinoshita    | 4:41    |
| 5. | „Kurayami” (jap. 暗闇) (off vocal ver.)                                                                           | aokado          | aokado             | 4:38    |
| 6. | „Setouchi no koe” (jap. 瀬戸内の声) (off vocal ver.)                                                              | Tomonori Inoue  | Yasutaka Mizushima | 5:36    |
| 7. | „STU48 (Setouchi ver.)” (jap. STU48(瀬戸内ver.)) (off vocal ver.)                                                 | Miki Watanabe   | Yasuharu Takanashi | 4:01    |
| 8. | „Dareka ga itsuka suki da to itte kureru hi made” (jap. 誰かがいつか 好きだと言ってくれる日まで) (off vocal ver.) | Melon Kinoshita | Melon Kinoshita    | 4:41    |

## Skład zespołu
| „Kurayami” |
| --- |
| - STU48: Chiho Ishida, Minami Ishida, Kanon Isogai, Ayumi Ichioka, Mitsuki Imamura, Hina Iwata, Miyuna Kadowaki, Haruka Sano, Yumiko Takino (środek), Kōko Tanaka, Yuri Torobu, Akari Fukuda, Azusa Fujiwara, Kaho Mori, Fū Yabushita - AKB48 Team 4 / STU48: Nana Okada |

| „Setouchi no koe” |
| --- |
| - STU48: Kanon Isogai, Ayumi Ichioka, Hina Iwata, Mami Ozaki, Momona Kadota, Yumiko Takino (środek), Mahina Taniguchi, Orie Cho, Yuri Torobu, Akari Fukuda, Azusa Fujiwara, Haruka Mishima, Kaho Mori, Fū Yabushita - AKB48 Team 4 / STU48: Nana Okada - HKT48 Team H / STU48: Rino Sashihara |

| „STU48” |
| --- |
| Piosenka jest wykonywana przez wszystkie członkinie STU48 w momencie wydania. - STU48: Chiho Ishida, Minami Ishida, Kanon Isogai, Ayumi Ichioka, Mitsuki Imamura, Hina Iwata, Marina Otani, Mami Ozaki, Kokoa Kai, Momona Kadota, Miyuna Kadowaki, Miyu Sakaki, Haruka Sano, Hinako Shioi, Nonoka Shintani, Saki Sugahara, Yumiko Takino, Kōko Tanaka, Mahina Taniguchi, Orie Cho, Yuri Torobu, Aoi Hyōdō, Akari Fukuda, Azusa Fujiwara, Haruka Mishima, Arisa Mineyoshi, Kaho Mori, Maiha Morishita, Honoka Yano, Fū Yabushita - AKB48 Team 4 / STU48: Nana Okada |

| „Hi zenryoku”                                                                                                   |
| --- |
| - STU48: Chiho Ishida, Marina Otani, Miyuna Kadowaki (środek), Miyu Sakaki, Orie Cho, Aoi Hyōdō, Haruka Mishima |

| „Kataomoi no iriguchi”                                               |
| -------------------------------------------------------------------- |
| - STU48: Ayumi Ichioka, Hina Iwata, Nonoka Shintani, Arisa Mineyoshi |

| „Bokutachi wa Sinbad da” |
| --- |
| - STU48: Minami Ishida, Momona Kadota, Haruka Sano, Kōko Tanaka, Yuri Torobu (środek), Akari Fukuda, Azusa Fujiwara, Kaho Mori, Honoka Yano |

| „Dareka ga itsuka suki da to itte kureru hi made”                                                               |
| --- |
| - STU48: Kanon Isogai, Mitsuki Imamura, Yumiko Takino (środek), Fū Yabushita - AKB48 Team 4 / STU48: Nana Okada |

## Notowania
| Lista                             | Pozycja |
| --------------------------------- | ------- |
| Oricon Weekly Singles Chart       | 1       |
| Oricon Yearly Singles Chart       | 36      |
| Billboard Japan Hot 100           | 1       |
| Billboard Japan Hot Singles Sales | 1       |

## Sprzedaż
| Dane wg         | Sprzedaż |
| --------------- | -------- |
| Oricon          | 186 122  |
| Billboard Japan | 201 769+ |